# Nick Dunlap
Nicholas Dunlap (Huntsville, 23 dicembre 2003) è un golfista statunitense, attivo principalmente nel PGA ed European Tour.

## Carriera
Dopo aver vinto il torneo Desert Classic, a gennaio 2024, Dunlap ha accettato l'invito del PGA Tour ed è divenuto membro del giro, diventando un golfista professionista.
Il 21 luglio, in contemporanea al Major The Open Championship, ha vinto il Barracuda Championship divenendo il primo golfista di sempre ad aver vinto in una stagione due trofei sia da sportivo amatoriale sia da professionista.

## Vittorie professionali (2)

### PGA Tour vittorie (2)
| Legenda                      |
| Major (0)                    |
| World Golf Championships (0) |
| FedEx Cup playoff eventi (0) |
| Altro PGA Tour (2)           |

| No. | Data            | Torneo                 | Punteggio di vittoria | To par   | Margine | Secondo/i               |
| --- | --------------- | ---------------------- | --------------------- | -------- | ------- | ----------------------- |
| 1   | 21 gennaio 2024 | Desert Classic         | 64-65-60-70=259       | −29      | 1 colpo | Christiaan Bezuidenhout |
| 2   | 21 luglio 2024  | Barracuda Championship | 12-7-11-19=49         | 49 punti | 2 punti | Vince Whaley            |